# Álvaro VIII do Congo
Álvaro VIII (1630-1669) foi o manicongo do Reino do Congo, de 1666 a 1669.

## Biografia
Álvaro VIII de Quimpanzo foi coroado com apoio do conde D. Paulo II de Soyo, após ocupar a capital São Salvador e assassinar D. Álvaro VII em Junho de 1666. De acordo com um missionário em relação ao jovem rei;  "um jovem homem de vinte e cinco anos que se diz ter boa disposição e possuir qualidades raras ". 
O golpe não foi aceito pelos remanescentes da Casa de Quinzala. Em Quibango, D. Sebastião proclama-se como rei, e em Incondo, D. Afonso II e Dona Ana Afonso de Leão lideram a resistência se proclamando como legítimos herdeiros. Em Lembra, o pretendente D. Pedro III também reclama o trono. Todos passaram mais de quarenta e cinco anos guerreando entre si pela coroa. 
Em 1667, o rei enviou o embaixador Anastácio a Luanda para renegociar os direitos dos portugueses com o tratado de concedia as terras de mineração para o governo colonial. As províncias mais afetadas foram Umbamba e Pemba. O duque de Umbamba, D.Teodósio da Casa de Quinzala aceita a decisão real, em contrario ao marquês de Umpemba, D. Pedro, que a recusa rotundamente. 
Em 1668, à frente de um exercito, D. Pedro atacou Umbamba e matou o D. Teodósio. Logo depois ele promove uma grande marcha a São Salvador onde o rei D. Álvaro VIII é morto e D. Pedro III se proclama como rei. Seu reinado sob a cidade foi efêmero e ele logo foi substituído por D. Rafael de Quinzala. 